# 李肃 (北宋)
李肃（？－？），字季雍，开封府（今属河南）人。李穆的弟弟。
生卒年不详。七岁读书知大义，十岁能写诗文，宋太祖乾德四年（966年）丙寅科状元，历官濮州、博州从事，迁保静军节度推官。
李肃嗜酒，因濫飲而卒，年仅三十三岁。著有《代周顒答北山移文》、《吊幽忧子文》、《病鸡赋》等篇。